# Serqueux (Sena Marítim)
Serqueux és un municipi francès situat al departament del Sena Marítim i a la regió de Normandia. L'any 2007 tenia 1.061 habitants.

## Demografia

### Població
El 2007 la població de fet de Serqueux era de 1.061 persones. Hi havia 416 famílies de les quals 108 eren unipersonals (48 homes vivint sols i 60 dones vivint soles), 152 parelles sense fills, 140 parelles amb fills i 16 famílies monoparentals amb fills.
La població ha evolucionat segons el següent gràfic:
Habitants censats

### Habitatges
El 2007 hi havia 452 habitatges, 424 eren l'habitatge principal de la família, 8 eren segones residències i 20 estaven desocupats. 426 eren cases i 23 eren apartaments. Dels 424 habitatges principals, 294 estaven ocupats pels seus propietaris, 125 estaven llogats i ocupats pels llogaters i 5 estaven cedits a títol gratuït; 3 tenien una cambra, 32 en tenien dues, 77 en tenien tres, 142 en tenien quatre i 171 en tenien cinc o més. 316 habitatges disposaven pel capbaix d'una plaça de pàrquing. A 202 habitatges hi havia un automòbil i a 151 n'hi havia dos o més.

### Piràmide de població
La piràmide de població per edats i sexe el 2009 era:
| Homes | Edats   | Dones |
| ----- | ------- | ----- |
| 0     | 95 o +  | 0     |
| 0     | 90 a 94 | 4     |
| 4     | 85 a 89 | 8     |
| 8     | 80 a 84 | 8     |
| 28    | 75 a 79 | 24    |
| 20    | 70 a 74 | 20    |
| 24    | 65 a 69 | 24    |
| 36    | 60 a 64 | 32    |
| 28    | 55 a 59 | 40    |
| 24    | 50 a 54 | 24    |
| 12    | 45 a 49 | 28    |
| 40    | 40 a 44 | 36    |
| 40    | 35 a 39 | 20    |
| 36    | 30 a 34 | 44    |
| 24    | 25 a 29 | 40    |
| 24    | 20 a 24 | 4     |
| 28    | 15 a 19 | 32    |
| 48    | 10 a 14 | 24    |
| 20    | 5 a 9   | 44    |
| 24    | 0 a 4   | 40    |

## Economia
El 2007 la població en edat de treballar era de 634 persones, 441 eren actives i 193 eren inactives. De les 441 persones actives 391 estaven ocupades (216 homes i 175 dones) i 51 estaven aturades (22 homes i 29 dones). De les 193 persones inactives 69 estaven jubilades, 59 estaven estudiant i 65 estaven classificades com a «altres inactius».

### Ingressos
El 2009 a Serqueux hi havia 430 unitats fiscals que integraven 1.069 persones, la mediana anual d'ingressos fiscals per persona era de 15.239 €.

### Activitats econòmiques
Dels 50 establiments que hi havia el 2007, 1 era d'una empresa extractiva, 2 d'empreses alimentàries, 1 d'una empresa de fabricació d'altres productes industrials, 9 d'empreses de construcció, 16 d'empreses de comerç i reparació d'automòbils, 4 d'empreses de transport, 2 d'empreses d'hostatgeria i restauració, 1 d'una empresa financera, 5 d'empreses de serveis, 4 d'entitats de l'administració pública i 5 d'empreses classificades com a «altres activitats de serveis».
Dels 21 establiments de servei als particulars que hi havia el 2009, 1 era una oficina de correu, 4 tallers de reparació d'automòbils i de material agrícola, 2 autoescoles, 1 paleta, 2 fusteries, 3 lampisteries, 2 electricistes, 1 empresa de construcció, 2 perruqueries, 1 restaurant, 1 tintoreria i 1 saló de bellesa.
Dels 6 establiments comercials que hi havia el 2009, 1 era, 1 una botiga de menys de 120 m², 1 una fleca, 1 una peixateria, 1 una botiga d'electrodomèstics i 1 una joieria.
L'any 2000 a Serqueux hi havia 11 explotacions agrícoles que ocupaven un total de 204 hectàrees.

## Equipaments sanitaris i escolars
L'únic equipament sanitari que hi havia el 2009 era una farmàcia.
El 2009 hi havia una escola elemental.

## Poblacions més properes
El següent diagrama mostra les poblacions més properes.